# Charles Griveaud
 (juin 2013).
Si vous disposez d'ouvrages ou d'articles de référence ou si vous connaissez des sites web de qualité traitant du thème abordé ici, merci de compléter l'article en donnant les références utiles à sa vérifiabilité et en les liant à la section « Notes et références ».
Charles Griveaud, né le 18 février 1877 à Charolles (Saône-et-Loire) et mort le 31 juillet 1956 à Digoin (Saône-et-Loire), est un officier général français. Inspecteur général du génie pendant l'entre-deux-guerres, il participa à la construction de la ligne Maginot.

## Origines et formation
Charles Griveaud appartient à une fratrie de dix enfants, avec deux mères différentes. Le père et le grand-père de Charles Griveaud s'étaient reconvertis dans la charpente industrielle métallique (ponts, chemins de fer et toitures), à l'instar de Gustave Eiffel. Son père a gagné une grosse fortune avec les toits de la gare de l'Est.
Charles Griveaud étudie au lycée du Parc à Lyon, puis est admis à l'École polytechnique en 1898, dans la même promotion qu'André Citroën et Louis Leprince-Ringuet. Il en sort en 1900 dans la bonne moyenne et il choisit le génie comme école d'application. Il va faire toute sa carrière dans cette arme. Il se marie en 1911 avec Anne-Marie Cimetière de la Bazolles du beau Poirier.

## Première Guerre mondiale
Il est capitaine lors de la Première Guerre mondiale. Initialement pas très bien vu de ses supérieurs dans le combat, où il n'a qu'un seul blessé dans sa compagnie, au cours du franchissement d'un cours d'eau. Puis il est nommé commandant, affecté à l'état-major. Blessé, il est fait chevalier puis officier de la Légion d'honneur.

## Entre-deux-guerres et ligne Maginot
En 1924, il est attaché au service du maréchal Pétain. Il participe à la guerre contre Abdelkrim el-Khattabi au Maroc. Puis André Maginot alors ministre de la Guerre, le dispense de stage dans un corps de troupe pour qu'il ne s'occupe que de fortification en tant qu'ingénieur militaire du génie : il est de ceux qui conçoivent les ouvrages qui prendront le nom de ligne Maginot. Sachant de quoi il parle quand il aborde des ouvrages d'art et inspiré par  diminution des coûts venue de l'industrialisation créée par Henry Ford[pas clair]. Il est nommé chef d'état-major du général Belhague, qui est de 1930 à 1932 le président de la CORF ; à ce titre il voyage souvent en Alsace et en Lorraine. Il participe également à la construction de la ligne Mareth en Tunisie que quelques années plus tard, les forces britanniques ont eu tant de mal à détruire lors de la campagne de Tunisie, ainsi qu'à de nombreux ouvrages en Roumanie[réf. souhaitée]. Il n'était pas un général politique et jugeait le général Gamelin trop vieux. Il est gratifié de huit jours d'arrêts pour avoir dit au généralissime que quand on présidait le Conseil supérieur de la guerre on ne dormait pas. Celui-ci l'éloignait.
Les besoins en électricité pour alimenter la ligne Maginot l'amènent à s'intéresser aux constructions civiles, dans la tradition de son corps inspirée par Vauban. Il travaille ainsi à la première section du Grand canal d'Alsace de 1928 à 1932 et à la centrale hydroélectrique de Kembs. Une médaille commémorative de remerciement lui est décernée.
Il est nommé au grade de général de brigade le 11 juillet 1932, avec les titres d'adjoint à l'inspecteur général du génie et de membre du Comité technique du génie. Le 24 octobre 1935 (effectif à partir du 15 novembre) il quitte son poste d'adjoint pour devenir l'inspecteur permanent des fabrications du génie. Ses tournées d'inspection consistaient à vérifier les ouvrages d'art. Par exemple : il vérifiait le béton frais en plongeant sa canne dedans ; suivant sa résistance, le béton était bon ou pas, s'il résistait trop ou pas assez il ordonnait la destruction et la reconstruction de l'ouvrage.
Il plaide aussi devant une commission de l'Assemblée nationale pour que les crédits alloués à la ligne soient maintenus et qu'elle soit poursuivie derrière la frontière belge, mais l'assemblée est échaudée par la ligne tchécoslovaque tombée tout entière aux mains d'Hitler et par la pression internationale où la Belgique passe pour une victime et la France pour un agresseur militaire
Nommé général de division le 23 décembre 1936, il accède le 11 février 1938 aux postes d'inspecteur général du génie et de président du Comité technique du génie, qu'il occupe avec rang, grade et prérogative de général de corps d'armée, par décret du 11 juillet 1938 paru dans le Journal officiel. Il est mis en réserve le 18 février 1939. Inspecteur général du génie et des fortifications, il fut également président du Comité technique du génie, inspecteur permanent des fabrications du génie, membre au Conseil de perfectionnement de l'École polytechnique, membre du Comité d'études physiques (comité formé essentiellement de membres de l'Institut, hormis deux inspecteurs généraux de l'artillerie et du génie) et membre du Conseil supérieur des travaux publics.
Il a reçu les décorations de commandeur de la Légion d'honneur, de commandeur de l'ordre de la Couronne (Roumanie) et de grand officier du Nichan Iftikhar pour son travail sur les lignes de défenses roumaines et tunisiennes. Il a aussi construit quelques lignes de voies ferrées au Maroc où il est nommé commandeur du Ouissam alaouite.

## Seconde Guerre mondiale
Le 14 mars 1940, il prend le poste de commandant de la 11e région militaire, dont le quartier-général est à Nantes, jusqu'au 1er juillet 1940.

### Le réduit breton
Au cours de la débâcle, en juin 1940, il fut question un temps de construire une ligne de fortifications en Bretagne pour servir de base à la reconquête de la France, le « réduit breton ». Charles de Gaulle, nouveau sous-secrétaire d'État à la Guerre et à la Défense nationale, l'avait espéré et vint de Bordeaux (où le gouvernement était replié) à Rennes pour en voir la faisabilité. Griveaud, de petite taille et d'un caractère entier, répondit à l'impossibilité d'une telle entreprise.[réf. nécessaire]

### Nantes et captivité
Il est fait prisonnier de guerre le 19 juin 1940 sur ordre plus ou moins explicite de Bordeaux et du gouvernement. Il est libéré de captivité en 1941 et ne participe plus alors à aucune décision.

### L'Occupation
D'abord en séjour obligé en Zone libre, à Charolles, où il tente comme d'autres de relancer l'Armée d'armistice[pas clair]. Il est ensuite assigné à résidence par l'occupant à Digoin, après l'invasion de la Zone libre en novembre 1942. Il est nommé adjoint au maire de Digoin, suivant les nouvelles lois de Vichy. Cependant, il renseigne les Alliés par l'intermédiaire de différents réseaux de résistance. Il accueille son ami, le général Giraud dans son évasion jusqu'en Algérie.

### À la Libération
Du fait qu'il avait été nommé adjoint au maire par le régime de Vichy, il eut quelques déboires avec la résistance locale, rapidement réglés. Lors de la bataille des Ardennes à l'hiver 1944-1945, les Américains sont venus le chercher pour qu'il leur explique comment neutraliser la ligne Maginot ou comment s'en servir.[réf. souhaitée] C'était une portion qu'il connaissait bien pour avoir supervisé sa construction. Son intervention leur permit de réduire les poches ennemies restées actives.
Le plus âgé de ses fils s'était engagé dans la résistance combattante au cours de l'année 1942 et participa à la bataille d'Autun, à la Libération, qui regroupait des FFI et des FTP.

## Distinctions
- Commandeur de la Légion d'honneur (1939)
- Commandeur de l'ordre du Ouissam alaouite (Maroc)
- Commandeur de l'ordre de la Couronne (Roumanie)
- Grand officier du Nichan Iftikhar (Tunisie)